# Kingittoq
Kingittoq [kiˈŋitːɔq] (nach alter Rechtschreibung Kingigtoĸ) ist eine grönländische Schäfersiedlung im Distrikt Qaqortoq in der Kommune Kujalleq.

## Lage
Kingittoq liegt an der Ostspitze einer gleichnamigen Insel und ist 12 km weit vom östlich gelegenen Qaqortoq entfernt.

## Geschichte
Kingittoq wurde 1965 durch eine außerhalb Grönlands geborene Person besiedelt.

## Bevölkerungsentwicklung
Kingittoq hatte zwischen 1977 und 2013 durchgehend einen Bewohner. Einwohnerzahlen der Schäfersiedlungen sind letztmals für 2013 bekannt. Kingittoq wird statistisch unter „Farmen bei Qaqortoq“ geführt.